# Brelan d'as
Brelan d'as è un film a episodi del 1952 diretto da Henri Verneuil.
L'episodio Le témoignage de l'enfant de chœur è tratto dal racconto omonimo dello scrittore belga Georges Simenon, con Michel Simon nel ruolo di Maigret.
Gli altri episodi sono Le mort dans l'ascenseur, con l'ispettore Wens, creato dallo scrittore Stanislas-André Steeman e Je suis un tendre, con l'agente Lemmy Caution, dallo scrittore inglese Peter Cheyney.
Il film è conosciuto nei paesi anglofoni con il titolo Full House.